# IMAM Ro.5
IMAM Ro.5, také někdy označovaný jako Romeo Ro.5, byl sportovně-turistický a cvičný hornoplošník vyráběný italskou společností Industrie Meccaniche Aeronautiche Meridionali (IMAM) na konci 20. let. Přestože se jednalo o letadlo určené pro civilní letectví, bylo v malém počtu následně použito jako spojovací a výcvikové letadlo v italském královském letectvu Regia Aeronautica.

## Vznik a vývoj
Neapolská společnost s názvem O.F.M. (Officine Ferroviarie Meridionali) byla založena v roce 1927. Hned první letoun z této společnosti Romeo Ro.1 byl velmi úspěšný. Po výrobě 227 letadel Romeo Ro.1 postavila i 72 dvojplošníků Ro.1bis. Krátce na to byla společnost reorganizována na I.M.A.M. (Industrie Meccaniche e Aeronautiche Meridionali).
V roce 1928 italské Ministerstvo letectví zadalo specifikaci pro stavbu lehkých letadel, která mají být použita jako základní výcvikové stroje pro letecké školy. Vyhlášené soutěže se zúčastnily téměř všechny italské letecké společnosti, mj. Breda Ba.15, Caproni Ca.100 a přestože letoun IMAM Ro.5 nebyl vítězem soutěže, dosáhl v únoru 1929 při srovnávacích testech velmi uspokojivých výsledků. I proto byla tato letadla později vyráběna ve velkém množství.

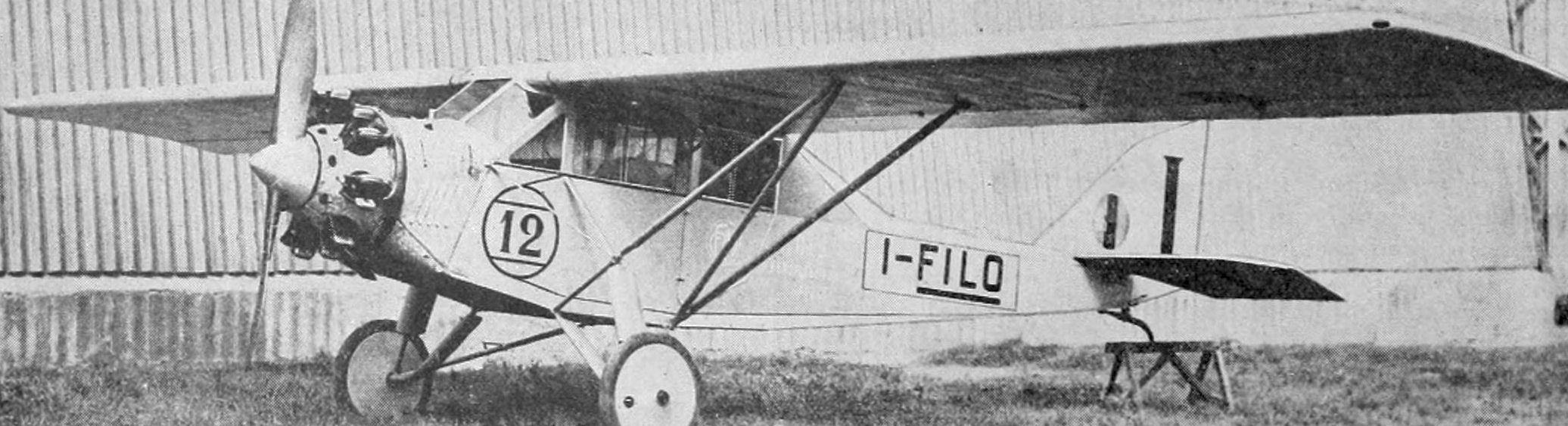
IMAM Ro.5 bis (Aero Digest May,1930)

Na jaře 1929 byl letoun vystaven na letecké výstavě v Miláně a ve dnech 16.-27. července 1929 letoun s imatrikulací I-FIDO byl vystaven v pařížské Olympii na aerosalonu. Zprvu byly montovány sedmiválcové vzduchem chlazené hvězdicové motory Walter NZ-85 (1926) o nominálním výkonu 63 kW (85 k), později o něco slabší italské motory Fiat A.50 (1928) s výkonem 80 k (60 kW).
Inovovaný typ IMAM Ro.5 bis (1930) měl prosklenou kabinu.

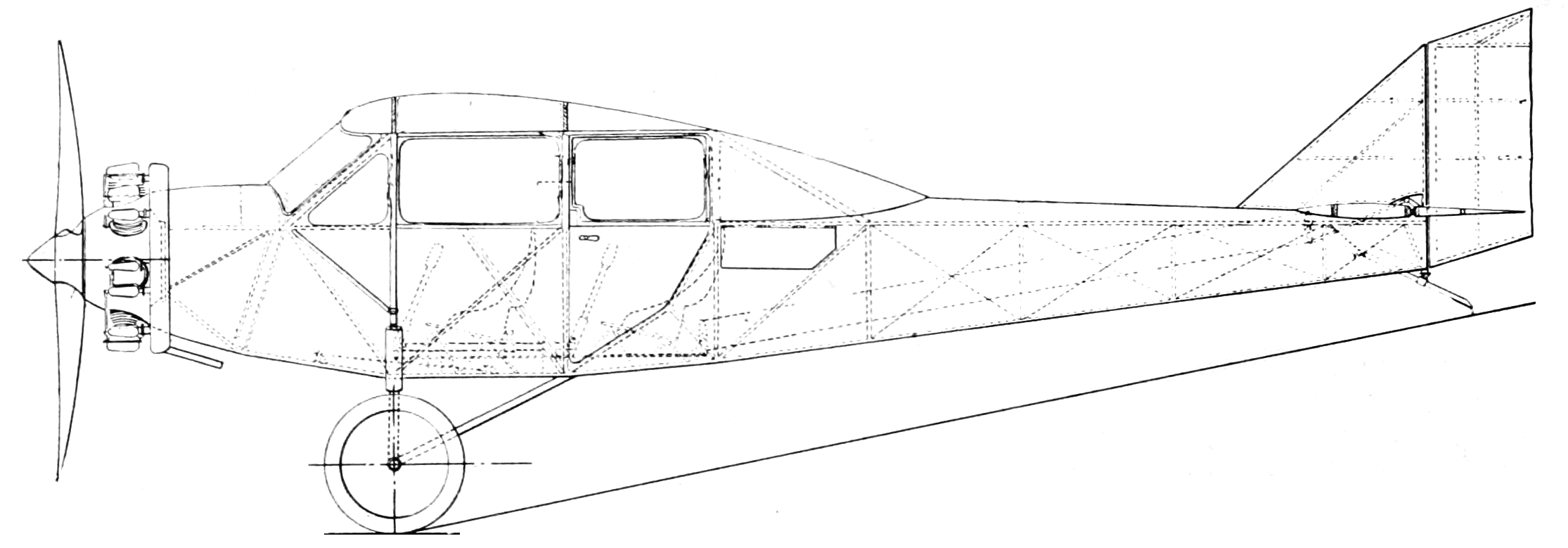
Romeo Ro.5 (boční pohled, Aero Digest May, 1930

## Popis letounu
Jednalo se o dvoumístný jednomotorový turistický a výcvikový hornoplošník s pevným podvozkem. Křídlo bylo umístěno nad kokpitem a s trupem bylo spojeno trubkovou konstrukcí (vzpěrami). Křídlo (výztuže z duralu) a trup byly vyrobeny ze dřeva a potaženy plátnem. Trup obdélníkového průřezu byl vyroben ze svařovaných ocelových trubek a látkového potahu. Kabina byla dvoumístná, vpředu seděl cestující a za ním byl kokpit pilota. Dvoukolový podvozek byl dělený, zatímco ocasní ostruha byla tvořena listovým pérem (pružina). Křídlo bylo dělené a obě poloviny byly sklopné směrem vzad. V křídle byly umístěny dvě palivové nádrže.
Dvoulistá pevná vrtule byla ze dřeva. Motorové lože bylo konzolového typu v přední části trupu. Za motorovou přepážkou byla vlastní kabina. Obdobně, jak bylo v té době zvykem u ostatních vyráběných letounů, bylo na letoun Ro.5 možné na přání zákazníka instalovat různé typy motorů. Hlavně se využívaly na radiální motory Fiat A.50 s výkonem 80 k (60 kW) a československé motory Walter NZ-85 s výkonem 85 k (63 kW).

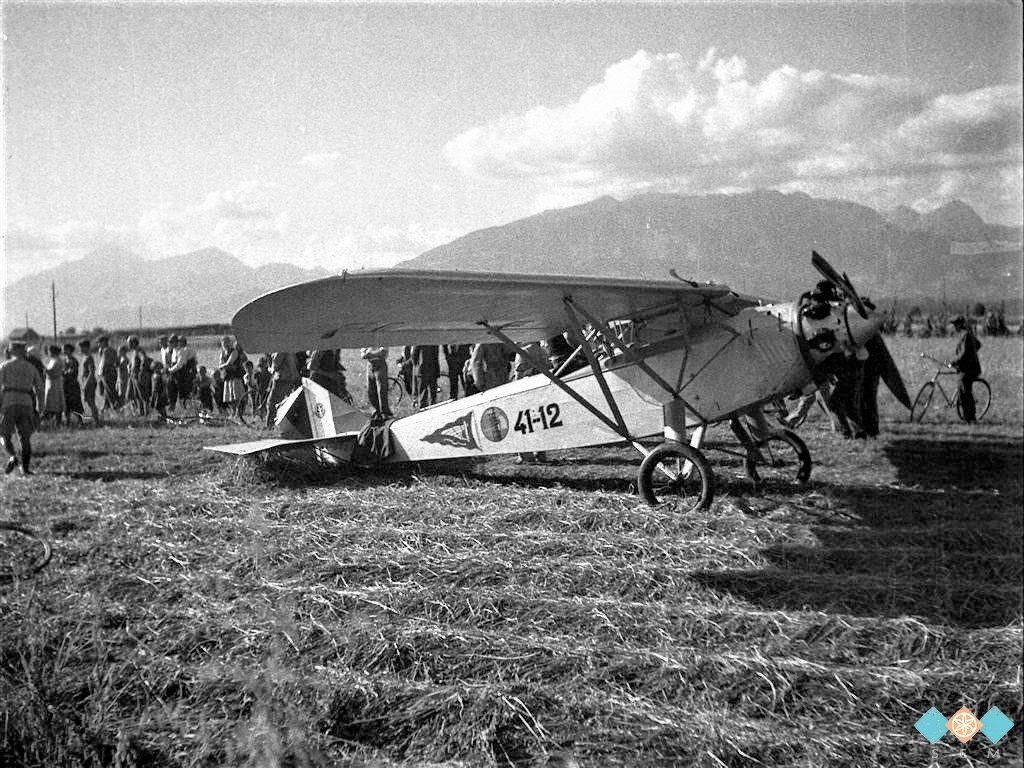
IMAM Ro.5 (1932)

## Uživatelé
- Italské království
  - Regia Aeronautica
  - civilní aerokluby (např. Officine Ferroviarie Meridionali, Aero Club 'G Miraglia, Aerocentro da Turismo/Taliedo, Aeroturismo /Milano, RUNA)
- Španělská republika (letoun původní imatrikulace I-FOFO byl 21.7.1930 zapsán jako M-CAAL, později EC-AAL, nepřežil španělskou občanskou válku, vymazán 12.11.1940)[8]
  - Španělské letectvo
- Spojené království (letoun původní imatrikulace I-AAVF byl 19.3.1932 zapsán jako G-ABVD)[9]

## Specifikace

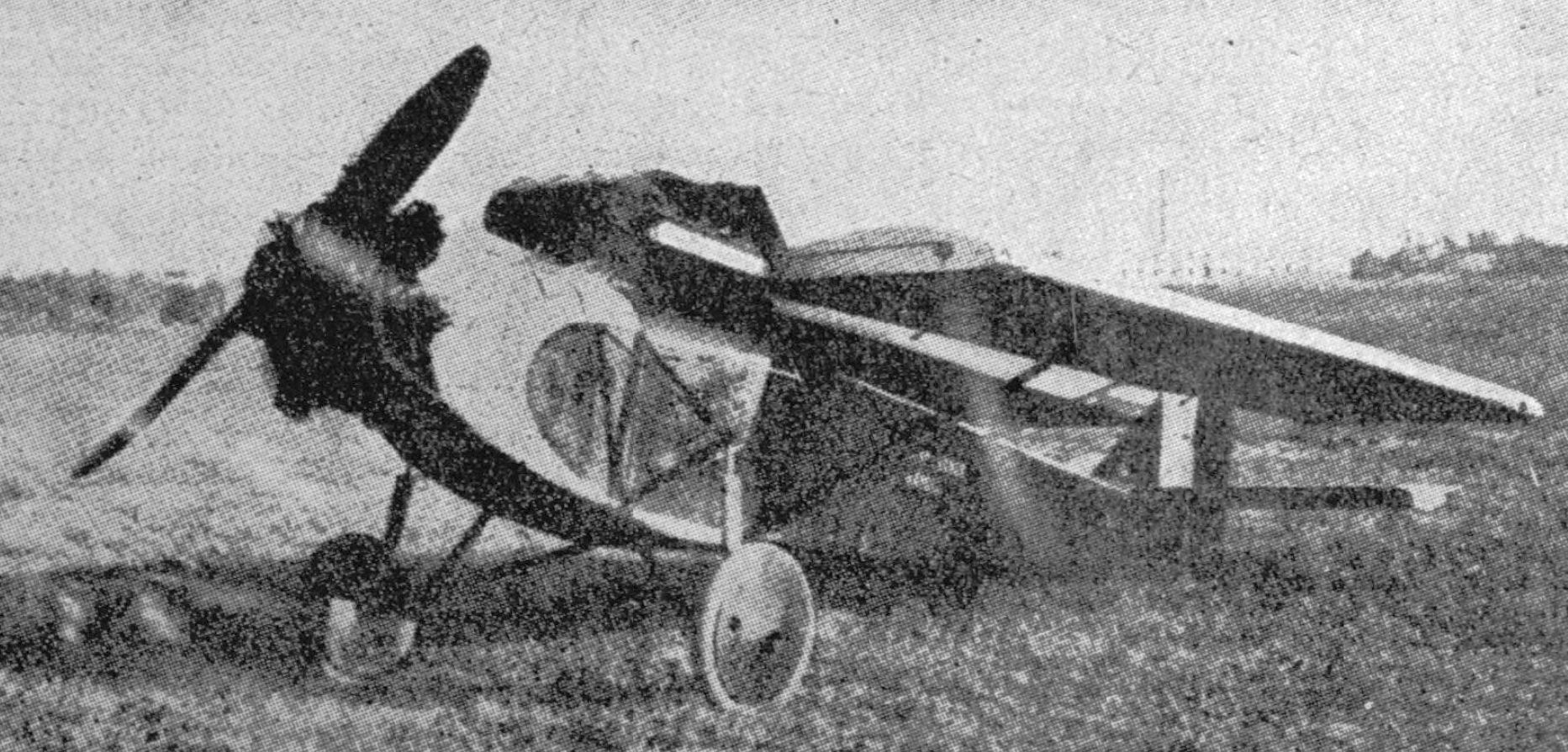
IMAM Ro.5

Údaje dle

### Technické údaje
- Osádka: 2 (pilot, cestující)
- Rozpětí: 10,00 m
- Délka: 6,94 m
- Výška: 2,16 m
- Nosná plocha: 16,00 m2
- Plošné zatížení: 42,50 kg/m2
- Hmotnost prázdného letadla: 400 kg
- Vzletová hmotnost: 680 kg
- Pohonná jednotka:
  - hvězdicový vzduchem chlazený sedmiválcový motor Fiat A.50 s nominálním výkonem 80 k (60 kW)
  - hvězdicový vzduchem chlazený sedmiválcový motor Walter NZ-85 s nominálním výkonem 85 k (62,5 kW) při 1400 ot/min
- Vrtule: pevná dřevěná vrtule

### Výkony
- Cestovní rychlost: 150 km/h
- Max. rychlost: 175 km/hod
- Přistávací rychlost: 65 km/h
- Praktický dostup: 4000 m
- Dolet: 1000 km
- Vytrvalost: 6,5 h